# 大新庄乡
大新庄乡，是中华人民共和国河南省新乡市获嘉县下辖的一个乡镇级行政单位。

## 行政区划
大新庄乡下辖以下地区：
大新庄村、南庄村、东刘村、西刘村、孙岗村、后小召村、南务村、北务村、张庄村、西古风村、新丰村、东新庄村、西新庄村、段岩村、高旗营村、东碑村、西碑村、大呈村、张卜村、帅庄村、郭庄村、孟庄村、小呈村和田楼村。